# Rudolph F. Zallinger
Rudolph Franz Zallinger (12 de novembre de 1919 - 1 d'agost de 1995), fou un artista i li·lustrador nord-americà.
Va néixer a Irkutsk a Sibèria quan son pare també artista, hi era presoner de guerra austríac durant la Primera Guerra Mundial, i sa mare era filla d'un enginyer civil polonès que treballava per al ferrocarril transiberià. El 1920, quan Rudolph tenia un any, van emigrar cap a Seattle als Estats Units.
És conegut per la pintura al fresc mural L'era dels rèptils (1947) del Museu d'Història Natural de Peabody de Yale i per la il·lustració popular coneguda com a La marxa del progrés del 1965, una de les imatges científiques més recognoscibles. Hi va condensar l’heterogènia història evolutiva de la humanitat com un progrés uniforme que avançava de la bestialitat encorbada a la intel·ligència en sis fases uniformes. «Zallinger va tindre una gran influència en la divulgació de la prehistòria durant les dècades dels anys 50 i 60 per les seues il·lustracions realistes».

## Reconeixement
- Pulitzer Fellowship in Art (1949) per L'era dels rèptils[1]